# XMDF
XMDF（ever-eXtending Mobile Document Format）とはシャープが提唱している電子書籍技術およびフォーマットの名称である。

## 概要
1999年よりシャープ・ザウルスとPC向けの電子書籍向けのフォーマットとして使われるようになり、2001年に対外的にXMDF形式が提唱された（XMDF1.0）。日本の書物特有のルビ振りや段組といったレイアウトを崩すことなく忠実に表示することが可能であり、小説や辞書などテキスト主体の内容から、絵柄入りの実用書・参考書や漫画、近年は新聞紙面（日本経済新聞電子版・2010年～2013年まで？）といったコンテンツをサポートしていた。
2005年頃からはシャープ製電子辞書（Papyrus・Brain）の辞書データ全体を順次XMDF形式としたほか、「辞書機能」としてシャープ製の携帯電話端末にプリインストールされる形で増加している。
2006年には携帯電話でのコミックス向けに音や振動などの機能などを追加したXMDF2.0がリリースされ、2009年2月にIECにて、国際標準(IEC62448 Ed.2 Annex B)として成立された。
2010年には「次世代XMDF」（XMDF3.0）を提案し、
GALAPAGOSの展開を開始したことに加え、ソニー・KDDI・凸版印刷・朝日新聞社の合弁で設立した電子書籍コンテンツのプラットフォーム運営会社であるブックリスタが、ソニー・リーダーとauの「LISMO BOOK Store」（SP02）向けに供給するコンテンツのフォーマットにXMDFを採用することを表明し、NTTドコモと大日本印刷の合弁である2Dfactoも同じく採用することになった。
2010年度には一般社団法人日本電子書籍出版社協会が推進する「電子書籍交換フォーマット標準化プロジェクト」の成果物である電子書籍交換フォーマットの基盤としてボイジャーの.Bookとともに採用された。NTTソルマーレなど携帯コミックのコンテンツプロバイダの多く（約1100サイト）はボイジャーが開発した.BookフォーマットによるJAVAアプリの閲覧ビューワー「ブックサーフィン」を根強く採用しており、ソニー・リーダーなど一部の電子書籍ビューワー（アプリ）は後追いで.Bookに対応したことで併存している状況である。
2011年4月22日、シャープは次世代XMDF制作ツールの無償提供を発表した。
2015年時点では、閲覧端末のスマートフォン・タブレットへの移行に上手く対応できなかったことに加えて、Amazon Kindleの日本市場への参入もあり、廃れ始めたフォーマットとの評価もある。
XMDFフォーマットでの電子書籍の出版に当たっては、規格の利用料をシャープに払う必要がある。その点では、規格の利用料が無償であるePubなどのオープンな規格などとは異なる。

## 採用している電子書籍プロバイダ
- GALAPAGOS （TSUTAYA GALAPAGOS） - シャープ Space Town ブックスを併合
- ブレーンライブラリー - シャープの電子辞書 Brain 専用の電子書籍マーケット
- 電子文庫パブリ
- 電子書店パピレス（コンテンツにより.book、ePubと併用）
- eBookJapan
- ビットウェイ・ブックス
- honto（旧:ウェブの書斎） - 2Dfacto
- ブックリスタ- Reader Store、LISMO BOOK Store【2016年4月30日終了】、Raboo【2013年3月31日終了】
- フランス書院 直販（ダウンロード販売）
- ウェブマネーABCD【2019年1月31日終了】

## ブンコビューア
シャープが提供するXMDFフォーマットコンテンツの閲覧ソフト。
Windows PC用、Zaurus用、HandheldPC・Windows CE用、Pocket PC用、PalmOS用などが用意されていた
。
NetWalkerでは、「電子ブックリーダー」という名称で配布されていた。

## book-in-the-box
XMDF対応のビューワーとして、シャープのDRM（著作権保護機能）を組み合わせて提供しているもので、2012年7月にまずはAndroid用アプリがGoogle Playで公開された。
ベースとなっているのはシャープの電子書店「GALAPAGOS STORE」（2017年12月に「cocoro books」に改称）で提供されていた「GALAPAGOS App」であるが、特徴としては「book-in-the-box」を採用した電子書店のコンテンツを一元管理できることで、メーカーとしては「電子書籍の配信ソリューション」と自称している。
2019年時点ではAndroid用、iPhone・iPad用、WindowsPC用の三種類が提供されている。対応フォーマットはXMDF2.0、XMDF3.0、EPUB (Open Manga Format)、EPUB3、ドットブック(.book、ただしWindowsPC用は非対応)である。